# Александр де Вандом
Александр де Вандом, также известный как шевалье де Вандом (фр. Alexandre de Vendôme, dit le « Chevalier de Vendôme »; 19 апреля 1598 — 28 февраля 1629) — французский аристократ, младший сын короля Франции Генриха IV и его официальной фаворитки Габриэль д’Эстре, сводный брат короля Людовика XIII.

## Биография
Король Генрих IV узаконил обоих сыновей и дочь, даровав старшему, Сезару, герцогский титул. Младший, Александр де Вандом, занимал должность губернатора Кана (не следует путать с Каннами) и являлся членом Мальтийского ордена.
В  1614 году король Людовик XIII назначил его послом в Рим к папе Павлу V. Однако позднее отношения между сводными братьями испортились. В 1626 году Александр де Вандом вместе со своим братом Сезаром и сводным братом Гастоном Орлеанским принял участие в заговоре Шале, направленном против кардинала Ришельё. Арестованный за участие в заговоре, он был заключен в тюрьму в Амбуазе, а затем в Венсеннский замок, где и умер в 1629 году